# Rodrigo Lemos
Rodrigo Lemos, vollständiger Name Rodrigo Javier Lemos Rosende, (* 10. März 1973 oder 3. Oktober 1973 in Montevideo) ist ein ehemaliger uruguayischer Fußballspieler.

## Karriere

### Verein
Der 1,78 Meter große Mittelfeldakteur „La Momia“ genannte Lemos stand von 1993 bis  in die Apertura 1998 im Kader des uruguayischen Erstligisten Nacional Montevideo. Dort bestritt er mindestens 34 Spiele (neun Tore) in der Primera División. 1998 folgte eine Karrierestation in China bei Tianjin Teda. Nach seiner Rückkehr nach Uruguay war er von 1999 bis 2001 für den Club Atlético Bella Vista aktiv. In diesem Zeitraum werden 90 Spiele und 32 Tore für ihn geführt. Sodann wechselte er nach Mexiko zu UNAM Pumas und lief dort in den Jahren 2002 und 2003 in 42 Ligapartien auf. Dabei erzielte er zehn Treffer. Bei Pumas betrug sein Gehalt nach eigenen Angaben 25.500 Dollar im Monat. Im Juni 2003 wurde er im Draft von Pumas an den CF Atlas ausgeliehen. Dieser Wechsel kam jedoch nach Aufkündigung der Vereinbarung durch Atlas letztlich nicht zustande. Die Comisión de Resolución de Controverisas des mexikanischen Fußballverbandes FMF hatte Atlas daraufhin in einem Schiedsspruch auferlegt, monatlich 11.000 Dollar an Blanco zu zahlen. Dem verweigerte sich der Klub zunächst.
In der Clausura 2004 stand er bei Delfines de Coatzacoalcos unter Vertrag. Anschließend absolvierte er für deren Ligakonkurrenten Lagartos Tabasco 15 Begegnungen (zwei Tore) in der Apertura 2004. Das Jahr 2005 verbrachte er in Reihen von Audax Italiano in Chile. Elf Tore bei 35 Einsätzen stehen dort für ihn zu Buche. Andere Quellen führen lediglich 33 Einsätze. Schließlich führte ihn sein Karriereweg abermals in seine uruguayische Heimat, wo er in der Clausura 2006 und der Saison 2006/07 für Liverpool Montevideo in insgesamt 27 Ligaspielen auflief und siebenmal ins gegnerische Tor traf. Andere Quellen führen lediglich 26 Einsätze. 2007 stand er bei Rentistas unter Vertrag. Dort wurde er 13-mal aufgestellt und schoss ein Tor. 2008/09 wird ein Engagement bei Peñarol Flores für ihn ausgewiesen. 2009 spielte er für Liverpool de Canelones. 2010 unterschrieb er einen Vertrag bei Juventud. In der Spielzeit 2010/11 stand er für den Verein aus Las Piedras 17-mal auf dem Platz und traf viermal.

### Nationalmannschaft
Lemos gehörte der uruguayischen U-20-Auswahl an, die bei der U-20-Südamerikameisterschaft 1992 in Kolumbien antrat. Uruguay schloss das Turnier als Vize-Südamerikameister ab. Im Verlaufe des Turniers wurde er von Trainer Ángel Castelnoble sechsmal (kein Tor) eingesetzt. Im Folgejahr trat er mit dem erneut von Castelnoble trainierten Team ebenfalls bei der Junioren-Weltmeisterschaft 1993 an und erreichte das Viertelfinale. Dort musste man sich dem Gastgeber Australien geschlagen geben. Im Verlaufe des Turniers wurde er viermal eingesetzt. Ein Torerfolg gelang ihm nicht. Lemos debütierte am 17. Juli 1996 in der A-Nationalmannschaft. Lemos zählte bei der Copa América 2001 zum Kader. Bis zu seinem letzten Spiel für die Celeste am 29. Juli 2001 absolvierte er insgesamt acht Länderspiele und erzielt ein Länderspieltor.